# (9768) Stephenmaran
(9768) Stephenmaran es un asteroide que forma parte del Cinturón de asteroides, descubierto el 5 de abril de 1992 por Carolyn Shoemaker y por su esposo que también era astrónomo Eugene Shoemaker desde el Observatorio del Monte Palomar, Estados Unidos.

## Designación y nombre
Designado provisionalmente como 1992 GB1. Fue nombrado por Stephen P. Maran (n. 1938), veterano del programa espacial, ha realizado contribuciones destacadas a la comprensión pública de la astronomía como responsable de prensa de la American Astronomical Society. Ha realizado investigaciones profesionales en muchos telescopios diferentes y ha dado conferencias y escrito extensamente sobre descubrimientos espaciales.

## Características orbitales
Stephenmaran está situado a una distancia media del Sol de 2,425 ua, pudiendo alejarse hasta 2,944 ua y acercarse hasta 1,907 ua. Su excentricidad es 0,214 y la inclinación orbital 24,228 grados. Emplea 1379,73 días en completar una órbita alrededor del Sol.

## Características físicas
La magnitud absoluta de Stephenmaran es 13,74. Tiene 4,591 km de diámetro y su albedo se estima en 0,163.